# Sesostris (geslacht)
Sesostris is een geslacht van hooiwagens uit de familie Assamiidae.
De wetenschappelijke naam Sesostris is voor het eerst geldig gepubliceerd door Sørensen in 1910. 

## Soorten
Sesostris omvat de volgende 5 soorten:
- Sesostris brevipes
- Sesostris gracilis
- Sesostris insulanus
- Sesostris maculatus
- Sesostris maculifer